# Richard Krajicek
Richard Peter Stanislav Krajicek (Rotterdam, Hollandia, 1971. december 6.) hivatásos teniszező. 1996-ban megnyerte a wimbledoni Grand Slam-teniszbajnokságot, ez volt karrierje legjobb eredménye. A világranglistán a 4. hely volt élete legjobbja. 2004 óta az ABN AMRO World Tennis Tournament sportigazgatója, és számos sportkönyv szerzője.

## Grand Slam-döntője

### Egyéni

#### Megnyert döntő(1)
| Év   | Bajnokság | Ellenfél a döntőben | Döntő eredménye |
| 1996 | Wimbledon | MaliVai Washington  | 6–3, 6–4, 6–3   |

## Külső hivatkozások
ATP profil